# Reinhard Peters (Dirigent)
Reinhard Peters (* 2. April 1926 in Magdeburg; † 4. Juni 2008 in Berlin) war ein deutscher Dirigent und Musiker.

## Leben und Wirken
Reinhard Peters arbeitete an der Staatsoper Unter den Linden als Korrepetitor und Geiger und studierte Dirigieren in Paris. 1951 war er der erste Preisträger des Concours international de jeunes chefs d’orchestre de Besançon. Von 1957 bis 1961 war er an der Deutschen Oper in Düsseldorf tätig, dort dirigierte er unter anderem Die tödlichen Wünsche von Giselher Klebe.
Von 1961 bis 1970 war er Generalmusikdirektor des Sinfonieorchesters Münster im Theater Münster, 1970 ging er an die Deutsche Oper Berlin. 1971 leitete er bei den Schwetzinger Festspielen die Uraufführung von Aribert Reimanns Melusine im Schlosstheater Schwetzingen. In der darauffolgenden Zeit war er unter anderem Leiter der Philharmonia Hungarica in Marl (1974 bis 1979) und lehrte an der Folkwang-Schule Essen. Zu seinen Schülern gehören Stefan Blunier, Jörg Iwer und Oliver Leo Schmidt.
Als Gastdirigent trat er unter anderem mit den Berliner Philharmonikern auf. 1973 dirigierte er beim Gastspiel der Deutschen Oper Berlin am Brüsseler Opernhaus La Monnaie/De Munt Loves Labour’s Lost von Nicolas Nabokov.

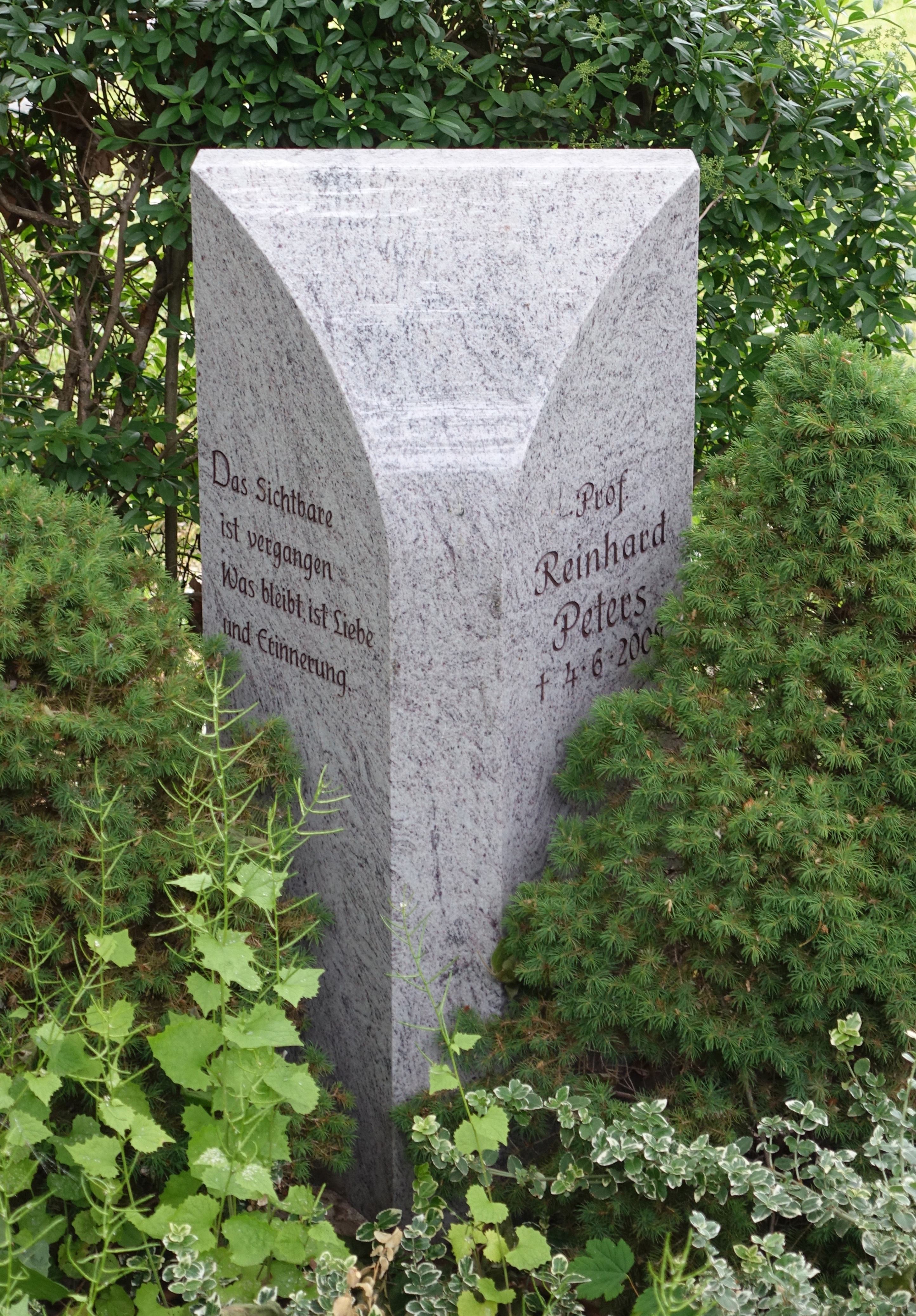
Grab von Reinhard Peters auf dem Friedhof Wilmersdorf

Reinhard Peters hatte 1995 bei einer Urlaubsreise bei Reims einen Verkehrsunfall mit schweren Schädigungen des Zentralnervensystems. Er wurde zunächst in die Intensivstation der Neurochirurgischen Universitätsklinik Reims aufgenommen und nach etwa zwei Wochen an das Clemenshospital Münster verlegt. Dort kam es etwa einen Monat nach dem Unfall zu einer „deutlichen Aufhellung des Bewusstseins mit beginnender Orientierung“. Nach einer zweijährigen Therapie konnte er wieder dirigieren, so 1997 in Rio de Janeiro das „Orquestra Sinfônica Brasileira“.
Reinhard Peters war verheiratet mit Tereza Peters.

## Auszeichnungen
- 1951: Preisträger des „Internationalen Wettbewerbs für junge Dirigenten“ in Besançon
- 1959: Förderpreis des Landes Nordrhein-Westfalen für junge Künstlerinnen und Künstler
- 1964: Deutscher Kritikerpreis

## Diskografie
Reinhard Peters dirigiert für Tonträgeraufnahmen mehrere Orchester, so das Orchester der Deutschen Oper Berlin, die Philharmonia Hungarica, die Berliner Philharmoniker, das Radio-Symphonie-Orchester Berlin, die Münchner Philharmoniker und das Collegium Aureum. Eingespielt wurden Werke klassischer Komponisten wie Gioachino Rossini, Johann Sebastian Bach, Georg Friedrich Händel, Camille Saint-Saëns, Adolphe Adam und Ruggero Leoncavallo sowie Arbeiten zeitgenössischer Komponisten und Sängerporträts wie
- Ernst Haefliger. Das Sängerporträt. Deutsche Grammophon, Hamburg 1980.
- Klavierkonzert op. 22. Komponist Heimo Erbse. Edel, Hamburg 1993.
- Dietrich Fischer-Dieskau. Szenen und Arien. Polygram, Hamburg 1993.
- O luce di quest’anima. Rita Streich singt Opernarien … Polygram, Hamburg 1996.

Er dirigierte auch auf mehreren Ausgaben von Musik in Deutschland 1950–2000.